# Allée couverte de Diévet
L'allée couverte de Diévet est une allée couverte située sur la commune de Plounéour-Trez, dans le département du Finistère en France.

## Historique
Le monument est décrit par le Chevalier de Fréminville dès 1832. W. C. Lukis en dresse le plan en 1864. 

## Description
Le monument est orienté nord-est/sud-ouest et ouvrait au nord-est. Il mesure 10,50 m de longueur pour une largeur maximale de 1,50 m. Il est délimité par douze orthostates et ne comporte plus qu'une seule dalle de couverture (4,20 m de long sur 2,60 m de large et 0,70 m d'épaisseur) reposant sur quatre piliers. La hauteur sous dalle n'est que de 1,20 m mais du fait de son implantation à mi-pente, le monument a peu à peu été comblé par des alluvions. La dalle de l'extrémité sud-ouest comporte une surface concave d'environ 0,50 m de diamètre qui a été piquetée, elle pourrait correspondre à une tentative de débitage de meule. Les dalles sont constituées de deux granites différents d'origine locale.

## Folklore
Selon une légende, lors d'une tentative de démantèlement du monument par des ouvriers, les pierres qui avaient déjà été abattues se relevèrent d'elles-mêmes et le chantier fut abandonné.

## Annexe